# Kayaba Industry
Kayaba Industry Co., Ltd. (カヤバ工業株式会社?, Kayaba Kogyo Kabushiki-gaisha), conosciuta anche popolarmente come KYB Corporation, è un'azienda multinazionale giapponese. Ha le sue origini in un centro di ricerche sulle tecnologie idrauliche, fondato in Giappone da Shiro Kayaba nel 1919. Produce ammortizzatori destinati al primo equipaggiamento di autoveicoli e motoveicoli, oltre che ricambi con sede a Minato.

## Storia

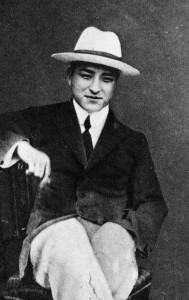
Shiro Kayaba, fondatore dell'azienda

Il centro di ricerche sulle tecnologie idrauliche alla base dell'odierna KYB fu fondato nel 1919 in Giappone da Shiro Kayaba; inizialmente si occupò della progettazione di componenti per aeroplani. In seguito la tecnologia fu utilizzata per produrre ammortizzatori per auto; nel 1935 fu costituita l'azienda di produzione Kayaba Manufacturing Co., Ltd. . Riorganizzatasi dopo il secondo conflitto mondiale, l'azienda, ora denominata Kayaba Industry Co., Ltd., crebbe fino a quotarsi alla Borsa di Tokyo nel 1959. 
La crescita è proseguita nei decenni successivi; l'azienda ha ora 15 stabilimenti, compresa la più grande fabbrica di ammortizzatori al mondo (a Gifu, in Giappone) e oltre 8.000 dipendenti. Dal 2005 l'azienda ha assunto la denominazione KYB Co., Ltd. .

## Produzione
La produzione dell'azienda è rivolta prevalentemente al mercato automobilistico, ma comprende anche componenti per aerei quali il Boeing 777, treni ad alta velocità come lo Shinkansen, o auto da corsa come la Aston Martin, che utilizzano il sistema di servosterzo elettronico EPS di KYB. 
Per il mercato dell'auto, l'azienda produce sia ammortizzatori per il primo equipaggiamento, che fornisce alla maggior parte delle Case automobilistiche, sia ricambi per l'Aftermarket automobilistico.

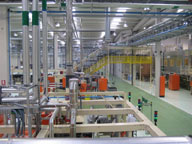
Lo stabilimento KYB Advanced Manufacturing Systems in Spagna

Le sospensioni con controllo dinamico del rollio di questo produttore sono state insignite del Premio Innovazione dal Gruppo PSA Peugeot Citroën.

### Tecnologie
Gli ammortizzatori per auto dell'azienda utilizzano prevalentemente tecnologia pneumatica (ammortizzatori a gas) ma 
produce anche ammortizzatori a tecnologia idraulica.
KYB è attiva nella ricerca di soluzioni eco-compatibili: è allo studio l'utilizzo di materiali alternativi per sostituire gli oli minerali (oli biodecomposti o idrosolubili, gas inerti) che si possano smaltire con minor impatto ambientale.